# (7561) Patrickmichel
(7561) Patrickmichel (1986 TR2) – planetoida z pasa głównego asteroid okrążająca Słońce w ciągu 4,63 lat w średniej odległości 2,78 j.a. Odkryta 7 października 1986 roku.